# Episodi di The Life of Riley (quarta stagione)
La quarta stagione della serie televisiva The Life of Riley è stata trasmessa in anteprima negli Stati Uniti d'America dalla National Broadcasting Company tra il 16 settembre 1955 e il 8 giugno 1956.
| nº | Titolo originale                    | Titolo italiano | Prima TV USA      | Prima TV Italia |
| -- | ----------------------------------- | --------------- | ----------------- | --------------- |
| 1  | Letter of Introduction              |                 | 16 settembre 1955 |                 |
| 2  | The Big Sacrifice                   |                 | 23 settembre 1955 |                 |
| 3  | The Marines Have Landed             |                 | 30 settembre 1955 |                 |
| 4  | Love Comes to Waldo Binney          |                 | 7 ottobre 1955    |                 |
| 5  | Darling, Am I Growing Old           |                 | 14 ottobre 1955   |                 |
| 6  | Do It Yourself                      |                 | 21 ottobre 1955   |                 |
| 7  | Wedding Plans for Babs              |                 | 28 ottobre 1955   |                 |
| 8  | Dudley the Burglar                  |                 | 4 novembre 1955   |                 |
| 9  | Pay the Penalty                     |                 | 11 novembre 1955  |                 |
| 10 | Ghost Town                          |                 | 18 novembre 1955  |                 |
| 11 | The Famous Chester A. Riley, Junior |                 | 25 novembre 1955  |                 |
| 12 | Riley, the Tycoon                   |                 | 2 dicembre 1955   |                 |
| 13 | Repeat Performance                  |                 | 9 dicembre 1955   |                 |
| 14 | Middle-Age Blues                    |                 | 16 dicembre 1955  |                 |
| 15 | Waldo's Mother                      |                 | 22 dicembre 1955  |                 |
| 16 | A Shower for Babs                   |                 | 30 dicembre 1955  |                 |
| 17 | Head of the Family                  |                 | 6 gennaio 1956    |                 |
| 18 | Riley and the Widow                 |                 | 13 gennaio 1956   |                 |
| 19 | Babs's Wedding                      |                 | 20 gennaio 1956   |                 |
| 20 | Riley's Raffle                      |                 | 27 gennaio 1956   |                 |
| 21 | Junior Quits School                 |                 | 3 febbraio 1956   |                 |
| 22 | The Tree That Grew in Brooklyn      |                 | 10 febbraio 1956  |                 |
| 23 | Babs' New Job                       |                 | 17 febbraio 1956  |                 |
| 24 | The Train Trip                      |                 | 24 febbraio 1956  |                 |
| 25 | The Contestant                      |                 | 2 marzo 1956      |                 |
| 26 | The Song Writer                     |                 | 9 marzo 1956      |                 |
| 27 | His Brother-In-Law's Keeper         |                 | 16 marzo 1956     |                 |
| 28 | Partnership                         |                 | 23 marzo 1956     |                 |
| 29 | Riley's Allergy                     |                 | 30 marzo 1956     |                 |
| 30 | Stage Door Riley                    |                 | 6 aprile 1956     |                 |
| 31 | Riley's Club for Service Wives      |                 | 13 aprile 1956    |                 |
| 32 | Waterfront                          |                 | 20 aprile 1956    |                 |
| 33 | Expectantly Yours                   |                 | 27 aprile 1956    |                 |
| 34 | Junior Gets a Car                   |                 | 4 maggio 1956     |                 |
| 35 | From Rags to Riches                 |                 | 11 maggio 1956    |                 |
| 36 | House for Sale                      |                 | 18 maggio 1956    |                 |
| 37 | Babs Moves Out                      |                 | 25 maggio 1956    |                 |
| 38 | Riley Trades His House              |                 | 1º giugno 1956    |                 |
| 39 | When Women Were Women               |                 | 8 giugno 1956     |                 |